# Kyrenijska ladja
Kyrenijska ladja (grško Ναυάγιο της Κηρύνειας - brodolom Kirenije) je razbitina starogrške trgovske ladje iz 4. stoletja pred našim štetjem. Odkril ga je grško-ciprski inštruktor potapljanja Andreas Cariolou novembra 1965 med nevihto.
 Ko je izgubil natančen položaj, je Cariolou izvedel več kot 200 potopov, dokler ni leta 1967 ponovno odkril razbitine v bližini Kirenije na Cipru. Michael Katzev, podiplomski študent na Muzeju za arheologijo in antropologijo Univerze v Pennsylvaniji, je med letoma 1967 in 1969 vodil znanstveno izkopavanje. Ohranjanje ladijskega lesa se je nadaljevalo pozimi 1970. Katzev je bil pozneje soustanovitelj Inštituta za pomorsko arheologijo. Najdba je bila obširno zajeta v dokumentarcu Cyprus Broadcasting Corporation z naslovom With Captain, Sailors Three: The Ancient Ship of Kyrenia. Sama ladja je bila zelo dobro ohranjena s približno 75 % njenega trupa v dobrem stanju. Našla je nov dom v muzeju starodavnih brodolomov v gradu Kyrenia, kjer je še vedno razstavljena.

## Zgodovina
Ladja je plula po Sredozemlju v času življenja Aleksandra Velikega in njegovih naslednikov. Potonila je v odprtih vodah manj kot miljo od starodavnega pristanišča Kirenije. Dokazi kažejo, da jo je razburkano morje zaneslo okoli leta 300 pr. n. št., ko je bila že precej stara, čeprav je piratstvo izrazita možnost.
Arheologi so v trupu našli konice sulic. Čeprav bi jih lahko zelo dobro uporabili za zaščito posadke, gumijasti odlitki kažejo, da so bile nekateri v stiku s svinčenim plaščem, ki je pokrivalo ladjo. To bi nakazovalo, da so bile konice zataknjene v trupu, ko se je potopila - možen dokaz napada. Na tipičnih trgovskih ladjah bi kapitan imel tehtnico, uteži in kovance za merjenje in trgovanje z blagom - vse to je manjkalo. Še bolj presenetljivo je, da med razbitinami ni bilo več kot tone tovora. Zaradi tega raziskovalci menijo, da bi lahko bila ladja oropana. Kar dodatno odpira ta argument, je prisotnost nenapisane ploščice s prekletstvom v razbitini. V tem scenariju bi pirat zabil svinčeno ploščo v del čolna v upanju, da bodo bogovi podzemlja ladjo odvlekli do morsko dno in jo tam zadržali, da bi prikrili dokaze zločina. Ta tablica, skupaj z manjkajočo opremo, navaja mnoge na domnevo, da je pri potopu ladje sodelovalo piratstvo.
Ladjo so trgovci uporabljali 15–25 let. Ker so vedeli, da je ladja stara, bi lahko arheologi uporabili popravila na trupu za boljše razumevanje klasičnega mizarstva. Lom v ladijski kobilici je bil popravljen, zunanjost ladje pa je bila zaščitena s smolnim in svinčenim plaščem, da je staran les ostal neprepusten za vodo in so podaljšali življenjsko dobo ladje. Natančnejša analiza ogrodja v okvirju trupa kaže, da je bila stopnica jambora premaknjena do trikrat in morda štirikrat. To gibanje je slučajno v neposredni bližini prostora za zbiranje kalužne vode. Zaradi tega arheologi domnevajo, da je bilo premikanje stopnice jambora namenjeno večjemu kalužnemu vedru, ki je lahko dvignilo vodo ven in čez krov. Ti skrajni ukrepi za spopadanje z vdorom vode potrjujejo krhkost ladje in je morda pripomoglo k njenemu potopu. Skoraj popolna ohranjenost trupa skupaj z njegovimi obsežnimi popravili dokazuje njeno dolgo življenjsko dobo in močno prispeva k našemu znanju o gradnji ladij v antiki.

## Odkritje
Razbitino Kyrenijske ladje je novembra 1965 odkril potapljaški inštruktor in občinski svetnik iz Kirenije, Grk na Cipru, medtem ko je zbiral spužve na globini morja 33 metrov, približno navtično miljo severovzhodno od pristanišča Kirenija na severni obali Republike Ciper, v nevihtnem dnevu. Ob neurju se je sidro njegovega plovila začelo vleči po blatnem morskem dnu. Cariolou je opazil oblak upora in sledil počasnemu potovanju sidra, ko je nenadoma opazil razbitino. Srečno zmeden se je moral hitro opomoči in slediti vleku svojega sidra, ko se je njegovo plovilo nevarno približevalo skalnati obali. Zavedajoč se pomena svoje najdbe in nevarnosti nezakonitih izkopavanj, je o tem ostal diskreten in obvestil le direktorja Oddelka za starine dr. Vasosa Karagiorgisa in predsednika Republike Ciper. Konec leta 1967 je Oddelek za starine Republike Ciper povabil številne podvodne arheologe, da preučijo možnosti izkopavanja na tako posebej težki in dragi morski globini. Med njimi je bil navtični arheolog Michael Katzev iz Muzeja za arheologijo in antropologijo Univerze v Pennsylvaniji, ki je takrat delal na raziskovanju ciprske obale za ladijske razbitine. Tistega leta je Andreas Cariolou na kraj odpeljal ekipo, ki jo je vodil Michael Katzev.
Najprej je skupina znanstvenikov z univerze Oxford (dr. Edward Hall, dr. Jeremy Green) z uporabo detektorja kovin in sond "protonskega" magnetometra mesec dni preiskovala lokacijo, da bi našla kovinske dele in približen položaj celotne ladje in njen tovor na območju, ki meri približno 20 metrov krat 5 metrov. Med poletji 1968 in 1969 je Michael Katzev vodil odpravo, ki jo je sestavljalo več kot 50 podvodnih arheologov, študentov in tehnikov, ki so uporabljali stereofotografijo in druge razvite tehnike za snemanje položaja vsakega predmeta, preden ga dvignejo na površje. Nato so leseni trup ladje, ki se je dobro ohranil v mulju in blatnem morskem dnu, »preslikali«, ga označili in v več delih previdno dvignili na površje.

## Arheološki dokazi
Predmeti v gradu Kyrenia so originali z ladje, ki jih je nosila med svojim zadnjim potovanjem pred približno 2300 leti. Iz njih lahko izvemo o življenju kapitana in treh mornarjev, ki so upravljali ladjo. Več kot 400 vinskih amfor, večinoma izdelanih na Rodosu, predstavlja glavni tovor in nakazujejo, da se je ladja pomembno ustavila na tem otoku, verjetno v domačem pristanišču.
Deset različnih oblik amfor na krovu nakazuje na druga pristanišča, kot je Samos na severu. Drugi tovor ladje je bilo 9000 odlično ohranjenih mandljev, ki so jih našli v vrčih in tudi v ladijskem trupu. Devetindvajset mlinskih kamnov, naloženih v treh vrstah čez kobilico kot tovor, je služilo tudi kot balast. V kamnolomu, verjetno na otoku Kos, so zidarji na stranice teh kamnov vklesali identifikacijske črke. Vsi ti delčki dokazov nakazujejo, da je ladja plula proti jugu vzdolž obale Anatolije in se ustavila na Samosu, Kosu in Rodosu, preden je nadaljevala proti vzhodu do svojega uničenja ob Cipru.
Mornarji so med plovbo lovili ribe, o čemer priča več kot 300 svinčenih uteži, najdenih v premcu. Obroke so verjetno pripravljali na kopnem, v velikih loncih in bronastem kotlu. Štiri lesene žlice, štirje vrči za olje, štiri posodice za sol in štiri skodelice za pitje, najdene v razbitini, kažejo, da so njeno posadko na zadnjem potovanju sestavljali štirje mornarji.
Eno jadro ladje so morda odstranili, preden se je potopila, saj je bila v krmni kabini več kot 100 svinčenih obročev za vrvje iz velikega kvadratnega jadra, ki so bili tam spravljeni. Lesen trup, zgrajen večinoma iz bora (Pinus brutia), se je ohranil v dolžini skoraj 14,7 metra in 4,4 metra v premeru. Ladja je bila zgrajena po starodavni metodi najprej školjka. V nasprotju s sodobnim načinom gradnje lesenih čolnov, kjer je treba najprej zgraditi celoten skelet okvirjev celotnega plovila, je bila v tem primeru deska od kobilice in navzgor najprej spojena skupaj s konstrukcijo utor in čep, nato pa so bili položeni okvirji, pritrjeni z domiselnimi lesenimi klini, prebodenimi z bakrenimi žeblji, ki so šli skozi okvirje in deske. Ladja je bila predvidena za dolgotrajno uporabo in je bila v svojem življenju štirikrat obsežno popravljena. Pri zadnjem popravilu so na njeno telo nanesli svinčen plašč debeline 1,5 do 2 milimetra, da bi upali ohraniti staro ladjo sorazmerno varno pred lesnimi črvi in verjetno prispevati k vodotesnosti. Datiranje ladijskih desk z ogljikom 14 daje datum 389 pr. n. št. (plus ali minus 44 let). Datiranje mandljev z ogljikom 14 kaže na datum 288 pr. n. št. (plus ali minus 62 let). Zato je bila ladja na dan, ko je potonila, zelo stara.
Ohranjanje in konzerviranje ladijskega lesa se je začelo leta 1970 in je trajalo štiri leta, dokler niso prvotni les ponovno sestavili na trajnih odrih, kjer jo je še danes mogoče videti na razstavi, skupaj s tovorom in blagom mornarjev v gradu Kyrenia.

## Replike

### Kyrenia II
Leta 1985 je predsednik in ustanovitelj Helenskega inštituta za ohranjanje navtične tradicije (HIPNT) Harry Tzalas v tesnem sodelovanju z dr. Michaelom Katzevom in rekonstruktorjem starodavnih ladij Richardom Steffyjem s številnimi grškimi strokovnjaki za tradicionalno gradnjo čolnov in podvodno arheologijo dokončal repliko ladje v polni velikosti, znano kot Kyrenia II. Ladja je bila zgrajena po natančnem postopku, kakršnemu je sledil starodavni čolnar starodavne ladje. To je bilo doseženo v ladjedelnici Manolis Psaros v Pireju v Grčiji. Kyrenia II se pogosto uporablja kot plavajoča ambasadorka ciprske kulture in je obiskala številne dele sveta. Leta 1986 je obiskal New York, leta 1988 Japonsko in leta 1989 Zahodno Nemčijo.

### Kyrenia III
Po obisku Japonske leta 1988 je japonska nacionalna televizijska organizacija N.H.K pod projektnim vodstvom izvršnega producenta Yasujija Hamagamija izdelala drugo repliko ladje Kyrenia v polni velikosti. Ladjo so poimenovali KYRENIA III in je običajno razstavljena v Navtičnem muzeju v Fukuoki ali Hakati.

### Kyrenia Liberty
Leta 2002 se je začela gradnja tretje replike ladje. Ladjo so poimenovali Kyrenia Liberty. Zgrajena je bila ob spoštovanju prvotne zasnove, vendar s sodobnimi tehnikami. Ladja je bila pripravljena za olimpijske igre 2004 in je odplula proti Atenam v Grčiji s simboličnim tovorom bakra, ki je bil uporabljen za bronaste olimpijske medalje. Ta tovor je bil simboličen, saj je ime Ciper povezano z latinsko besedo za baker.

## Simbolični pomen
Kirenijska ladja je prikazana na treh ciprskih evrskih kovancih: za 10, 20 in 50 centov.